# Fil·lotaxi

Fil·lotaxi a) alternada b) oposades (decusades) c) dística i d) verticil·lades.

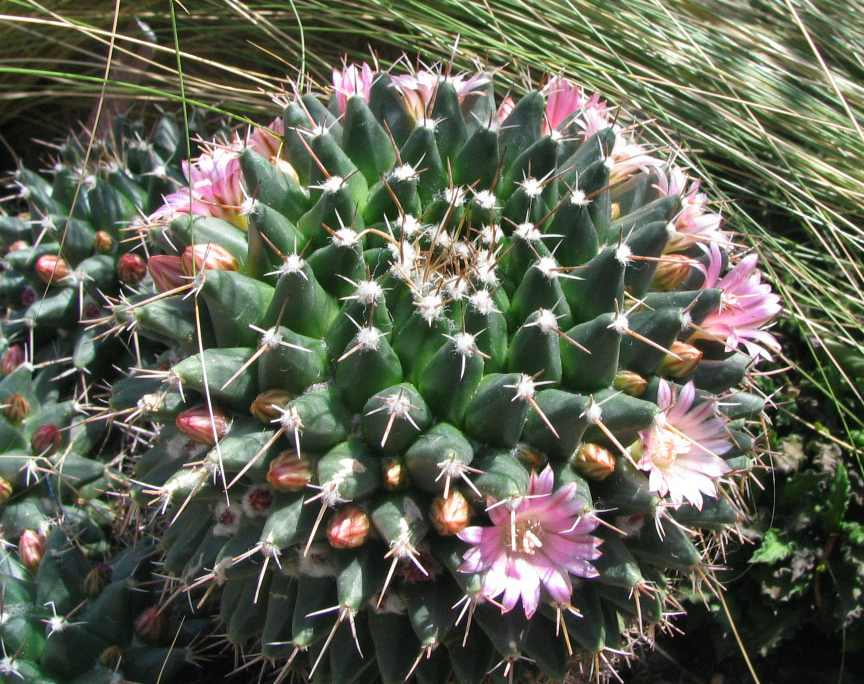
Disposició en forma d'espirals en Mammilaria gigantea

En botànica, la fil·lotaxi és la disposició de les fulles en la tija d'una planta. La paraula deriva del grec phyllo (fulla) i taxis (moviment/orientació). Tot i això, se sol fer servir el terme de forma generalitzada, per referir-se a la disposició de fulles, bràctees, flors o altres estructures vegetals repetitives de forma regular al voltant d'un eix o centre, sovint disposades segons un o diversos sistemes d'espirals o hèlixs.

## Disposició de les fulles
La disposició que presenten les fulles és característica de cada espècie, i té la funció que les fulles estiguin exposades a la llum solar amb el mínim d'interferències possibles por part d'altres fulles. Les fulles s'anomenen:
- Oposades: Estan situades una enfront de l'altra en el mateix nivell de la tija.
- Decusades: Cada verticil amb respecte a l'anterior està girat 90°. Formen una creu les de dos nusos consecutius.
- Esparses: Quan es disposen d'una en una, seguint una hèlix.
- Alternades: Quan es disposen d'una en una, formant un sol pla.
- Verticil·lades: Quan d'un verticil o d'un mateix punt en surten les fulles.
- Fasciculades: És una disposició semblant a la del verticil, en el qual les fulles surten en forma de ram però de punts diferents (encara que molt a prop entre ells).
- En roseta: Quan neixen al nivell de terra; el conjunt presenta forma d'estrella.

Els òrgans en creixement es disposen successivament sobre el tall traçant una línia imaginària, anomenada espiral fonamental. Periòdicament, un òrgan nou apareix en la mateixa posició sobre la mateixa vertical que un anterior. Quan això passa, es diu que s'ha completat un cicle foliar: un segment d'aquesta espiral fonamental delimitat pels dos òrgans situats en la mateixa vertical.

## Determinació
La disposició de les fulles està controlada per l'hormona auxina que es trobi en diferents parts del meristema. Concretament, ve determinada pel nombre de primordis que emergeixen simultàniament en el meristema apical, i l'angle de divergència entre dos primordis consecutius. El primer determina la quantitat de línies d’inserció que recorren la tija. L'angle de divergència és variable, tot i que n'hi ha un nombre limitat. El més simple és el que resulta d'un angle de 180°: en aquest cas es diu que les fulles són dístiques, i es presenten en dues files diametralment oposades al llarg de la tija. Si l'angle de diverèngia és diferent a aquest valor, les fulles es disposen formant una o més espirals.

## Matemàtiques

Disposició de les fulles en un angle d'uns 137.5º per optimitzar la captació de llum.

Els models físics de la fil·lotaxi tenen com a origen els experiments d'empaquetatge d'esferes de George Biddell Airy. El botànic Gerrit van Iterson va crear diagrames quadriculats que representaven una xarxa ròmbica projectada en un cilindre, corresponent a la tija. Douady et al. van mostrar que els patrons de la fil·lotaxi emergeixen com un procés auto-organitzat en sistemes dinàmics. El 1991, Levitov va proposar que les configuracions amb menor cost energètic de partícules repulsives en geometries cilíndriques reprodueixen les espirals de la fil·lotaxi botànica. El 2009, Nisoli et al. van demostrar-ho al construir un "cactus magnètic" creat amb dipols magnètics muntat sobre coixinets apilats al llarg d'una "tija". També van demostrar que aquestes partícules que interactuen poden accedir a nous fenòmens dinàmics més enllà dels que produeix la botànica: una família de "fil·lotaxis dinàmiques" de solitons topològics no locals sorgeix en el règim no lineal d'aquests sistemes, així com rotons i maxons purament clàssics en l'espectre d'excitacions lineals.
Un empaquetatge d'esferes òptim genera una tessel·lació dodecaèdrica amb cares pentaprísmiques. La simetria pentaprísmica està relacionada amb la sèrie de Fibonacci i la secció àuria de la geometria clàssica.

### Model planar

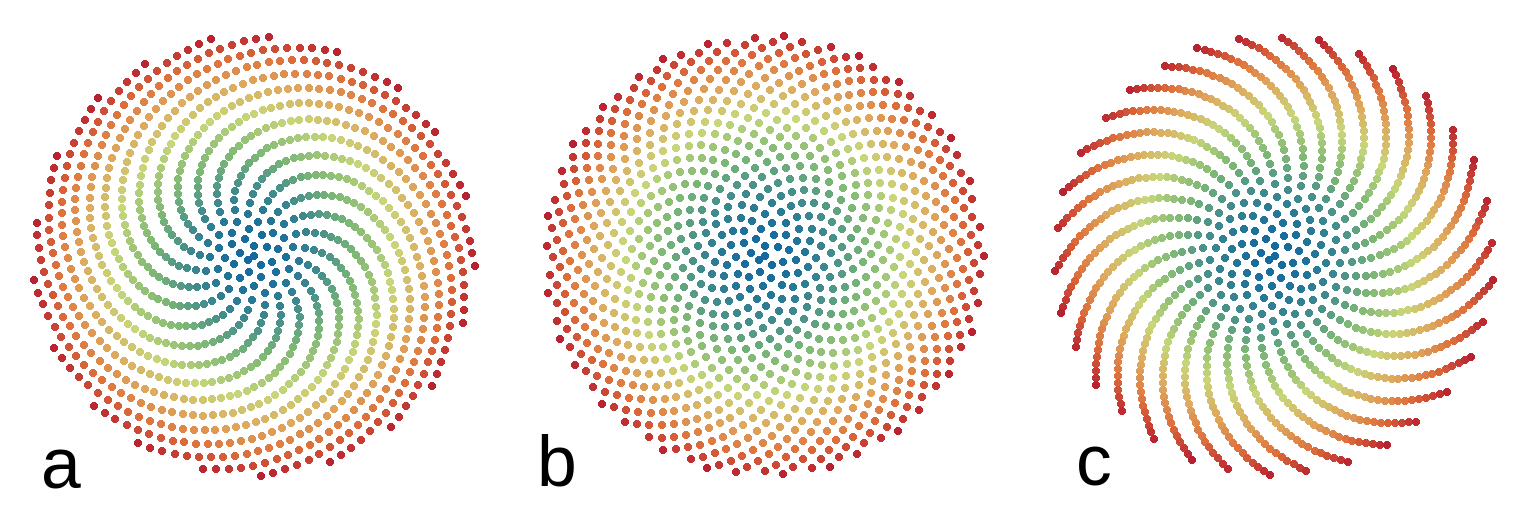
Patrons de fil·lotaxi en un disc (model planar). L'angle de divergència és a) 137.3º, b) 137.5º (òptim) i c) 137.6º.

Per tal de descriure el patró de les fulles, Vogel va proposar la fórmula
{\displaystyle \phi =n\ \alpha ,\quad r=c{\sqrt {n}}}
on: n és l'índex de la fulla, {\displaystyle \alpha } és l’angle entre una direcció de referència i el vector de posició de l'enèssima fulla en un sistema de coordenades polars amb origen al centre de la tija, r és la distància entre el centre i la fulla actual, i c és una constant de separació entre els nivells de l'espiral. La distribució és òptima pel que fa al transport de la llum quan les fulles estan disposades de forma més uniforme, i això passa quan l'angle és {\displaystyle 360^{\circ }\varphi ^{-2}\simeq 137.5^{\circ }}, on {\displaystyle \varphi } és el nombre auri.

### Model cilíndric

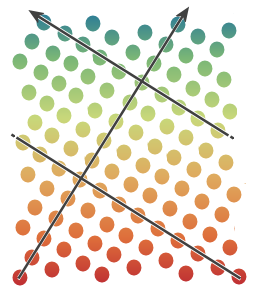
Diagrama d'una fil·lotaxi (projecció al pla del model cilíndric) on s'indiquen les parastíquies.

El model cilíndric parteix del model planar, però tenint en compte l'efecte de la tercera dimensió en casos on la disposició té una forma elongada, com en el cas de les bràctees d'una pinya. Van Iterson va dividir els patrons cilíndrics en simples quan tots els components es troben una única hèlice generativa, i complexos quan hi ha hèlices entrellaçades.
Per fer-ho es pot definir la fórmula
{\displaystyle \phi =n\ \alpha ,\quad r=const,\quad H=hn}
on n és l'índex de la bràctea, {\displaystyle \phi }, r i H són les seves coordenades cilíndriques, {\displaystyle \alpha } és l'angle de divergència i h és el desplaçament vertical. La clau per comprendre la geometria del patró és expressar {\displaystyle \alpha } i h en funció del nombre de parastíquies que envolten el cilindre en sentit horari i antihorari. Les bràctees del cilindre, doncs, es disposen en diverses parastíquies de bràctees tangents, segons un nombre encíclic definit en funció de {\displaystyle \alpha } i h. Normalment, es poden percebre dues sèries de parastíquies que corren en direccions oposades. Això és degut al fet que les bràctees van apareixent de baix a dalt escalonadament en un angle {\displaystyle \alpha } lleugerament superior a un terç del cilindre, i a mesura que queden apilades es poden traçar dues parastíquies o eixos d'adjacència, una en sentit horari i l'altra en sentit antihorari.